# Computer-aided Innovation
Computer-aided Innovation (CAI) bezeichnet eine Softwarekategorie von Informationssystemen, die spezifisch für die typischen Managementaufgaben und -aktivitäten im Innovationsprozess erstellt worden sind. CAI-Softwaresysteme unterstützen u. a. Aktivitäten wie Erfindungsmethoden (z. B. TRIZ), Ideengenerierung und -verwaltung oder Projektauswahl und -managementmethoden. Im Deutschen Sprachraum spricht man auch von Innovationssoftware.
Dabei ist Innovationssoftware von generischer Projektmanagementsoftware, Standard-Kommunikationssystemen und Büroinformationssystemen, CAD/CAE (Computer-aided Design/Computer-aided Engineering) sowie weiteren, vor allem technisch oder operativ orientierten Entwicklungsanwendungen zu unterscheiden.
Während die Begriffe CAI und Innovationssoftware oft synonym verwendet werden, stellt Innovationsmanagementsoftware eine Unterkategorie von CAI dar. Diese Unterkategorie umfasst insbesondere CAI-Produkte, die Managementaufgaben im Innovationsprozess unterstützen.

## Nutzenpotenziale von Innovationssoftware
Im Lauf der Zeit hat sich der Markt an Innovationssoftware stetig gewandelt. Die Nutzenpotenziale von Innovationssoftware wurden im Zuge dessen wissenschaftlich evaluiert und können in folgende vier Bereiche unterteilt werden.

### Effizienzsteigerung
Ein Schlüssel zur Effizienzsteigerung ist das schnelle Aufnehmen und Verbreiten von Information und Wissen in Produktentwicklungsprojekten. Wie schon Horst Geschka 1993 in seinem Buch Wettbewerbsfaktor Zeit – Beschleunigung von Innovationsprozessen beschreibt, vereinfachen Softwaretools die Integration, Modifikation und den Transfer von Daten und Informationen.
Die Datenerfassung muss nur einmal stattfinden, Arbeitskräfte werden dadurch entlastet. Die eingegebenen Informationen sind allgegenwärtig zugänglich und zudem leichter wartbar. Eine mögliche Folge ist beispielsweise eine Senkung der Transaktionskosten oder eine Verringerung der Suchzeit von Informationen.

### Effektivitätssteigerung
Im Innovationsprozess ist es wichtig, weniger lohnende Ideen so früh wie möglich auszufiltern und erfolgversprechende Ideen so früh wie möglich zu identifizieren.
Innovationssoftware besitzt das Potenzial, diese Entscheidungsfindung zu verbessern und zu beschleunigen. Verschiedene Szenarien, Bewertungskriterien oder Alternativen können simultan in Betracht gezogen werden, was die Qualität der Entscheidungen und der Informationsfülle verbessert. Ebenso ist Innovationssoftware oft dazu geeignet, Entscheidungsprozesse effektiver und verständlicher zu machen.

### Kompetenzsteigerung
Der Einsatz von Innovationssoftware kann die Transparenz von Prozessen fördern. Der Innovationsprozess wird dadurch verständlicher und leichter akzeptiert. Wissen über die Innovation und Managementmethodiken können an die Benutzer übermittelt werden. So ermöglicht der Einsatz von CAI-Produkten weniger kompetenten Anwendern die Benutzung komplexer Methoden mit wenig Aufwand.

### Kreativitätssteigerung
Vor allem am Anfang ist der Innovationsprozess von einem großen Ideenpool abhängig – erst in späteren Phasen zählt mehr die Qualität der Ideen. Durch die barrierefreie Ideeneingabe und das Einbinden externer Personen und Institutionen wie Experten, Kundenvorschläge etc. wird auch die Kreativität gefördert.